# Phonoroid
Phonoroid ist ein amerikanisch-deutsches Folk-Duo. Die Band wurde 1995 von der Sängerin, Film- und Video-Regisseurin Vanessa Vassar gemeinsam mit dem Gitarristen und Musik- und Video-Produzent Axel Heilhecker gegründet. Der Stil der Band lebt von einer atmosphärischen und bildhaften Umdeutung traditioneller Folk und Country-Elemente. Vassar's Gesang und Heilhecker's Gitarre werden dabei mit Sample-Collagen und avantgardistisch elektronischen Klangmustern untermalt. Die Texte sind prosaischer Natur. Das Duo, zeitweise von Perkussionist Harald Grosskopf begleitet, fand breites Medienecho und trat in Deutschland und den USA auf. 

## Diskografie

### Alben
- Two Many Frames, 1998, Intuition
- Not on the Map, 1999, Intuition
- Cravin' Astonishment 2004, Intuition

### Filmmusik
- American Waitress, New Mexico, 2002

## Kritiken
- http://www.laut.de
- http://www.rollingstone.de
- http://www.musikexpress.de